# Jon Drummond
Jonathan A. Drummond, detto Jon (Filadelfia, 9 settembre 1968), è un ex velocista statunitense.
In carriera è stato campione olimpico e due volte campione mondiale con la staffetta 4×100 metri.

## Biografia
Oltre che per le indubbie doti di atleta, Drummond si distinse anche per il suo atteggiamento goliardico. Si ricorda in particolare di quando, a un'importante gara internazionale di sprint, si presentò ai blocchi di partenza con un pettine infilato tra i capelli.
Ha suscitato molto scandalo, ai Mondiali di Parigi Saint-Denis 2003, quando, in un quarto di finale dei 100 m è stato squalificato per falsa partenza. Egli ha ripetuto di non essersi mosso e, nelle proteste, con il sostegno del pubblico, si è sdraiato nella corsia d'atletica rifiutandosi di essere eliminato dalla competizione, affermando di non aver fatto falsa partenza. Dopo un'ora di proteste, ha abbandonato la pista in lacrime. Dai successivi replay si capisce che Drummond effettivamente aveva ragione, anzi, tra i concorrenti era anche quello partito più tardi, la sua colpa era quella di aver alzato leggermente la punta del piede dai blocchi prima della partenza.

## Palmarès
| Anno | Manifestazione  | Sede        | Evento      | Risultato        | Prestazione | Note                                     |
| ---- | --------------- | ----------- | ----------- | ---------------- | ----------- | ---------------------------------------- |
| 1991 | Universiadi     | Sheffield   | 200 m piani | Oro              | 20"58       |                                          |
| 1993 | Mondiali indoor | Toronto     | 60 m piani  | 4º               | 6"58        |                                          |
| 1993 | Mondiali        | Stoccarda   | 4×100 m     | Oro              | 37"48       |                                          |
| 1996 | Giochi olimpici | Atlanta     | 100 m piani | Semifinale       | 10"16       |                                          |
| 1996 | Giochi olimpici | Atlanta     | 4×100 m     | Argento          | 38"05       |                                          |
| 1997 | Mondiali        | Atene       | 200 m piani | 7º               | 20"44       |                                          |
| 1999 | Mondiali        | Siviglia    | 4×100 m     | Oro              | 37"59       | Miglior prestazione mondiale stagionale  |
| 2000 | Giochi olimpici | Sydney      | 100 m piani | 5º               | 10"09       |                                          |
| 2000 | Giochi olimpici | Sydney      | 4×100 m     | Oro              | 37"61       | Miglior prestazione personale stagionale |
| 2003 | Mondiali        | Saint-Denis | 100 m piani | Quarti di finale | dq          |                                          |

## Campionati nazionali
- 1 volta campione nazionale dei 200 metri piani (1997)
- 2 volte campione nazionale indoor dei 60 metri piani (1993, 2000)

## Altre competizioni internazionali
1994
- Bronzo alla Grand Prix Final ( Parigi), 100 m piani - 10"18

1995
- Bronzo alla Grand Prix Final ( Monaco), 100 m piani - 10"14

1997
- Bronzo alla Grand Prix Final ( Fukuoka), 200 m piani - 20"32

1999
- 7º alla Grand Prix Final ( Monaco di Baviera), 200 m piani - 20"46

2002
- Oro alla Grand Prix Final ( Parigi), 100 m piani - 9"97
- 4º in Coppa del mondo ( Madrid), 100 m piani - 10"10
- Oro in Coppa del mondo ( Madrid), 4×100 m - 37"95